# 한여름 밤의 섹스 코미디
한여름 밤의 섹스 코미디(A Midsummer Night's Sex Comedy)는 미국에서 제작된 우디 앨런 감독의 1982년 코미디, 미스터리, 멜로/로맨스 영화이다. 우디 앨런 등이 주연으로 출연하였다.
줄거리는 잉마르 베리만 감독의 스웨덴의 1955년 코미디 영화 한 여름밤의 미소에 어느 정도 기반을 두고 있다. 미아 패로가 주연한 앨런 감독의 13개 영화 가운데 하나이다.

## 줄거리
1906년 뉴욕 북부 지방이 배경이다. 저명한 철학자 레오폴드와 그의 훨씬 어린 약혼녀 에리얼은 레오폴드의 사촌 에이드리언과 그녀의 괴짜 발명가 남편 앤드루와 함께 시골에서 주말을 보낼 예정이다. 손님 명단에는 바람둥이 의사 맥스웰과 그의 최신 여자친구인 자유분방한 간호사 덜시도 포함되어 있다. 주말 동안, 오래된 로맨스가 다시 불붙고, 새로운 로맨스가 생겨나며, 모두가 서로의 등 뒤에서 몰래 빠져나간다.

## 출연

### 주연
- 우디 앨런
- 미아 패로
- 메리 스틴버겐

### 조연
- 호세 페레
- 토니 로버츠
- 줄리 하거티